# Ichthyostega

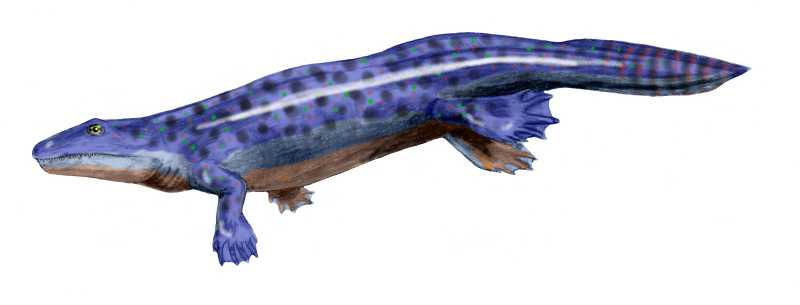
Lebendrekonstruktion von Ichthyostega

 Ichthyostega  (gr. ichthys „Fisch“ und stega „Dach“, „Schädel“) war einer der ersten Tetrapoden (Landwirbeltiere), der zeitweise auf dem Land leben konnte. Er war etwa 1,5 m lang. Die Zahl seiner Finger und Zehen wird heute meistens mit sieben angegeben. Der Ichthyostega-Experte Erik Jarvik war jedoch der Auffassung, dass diese Zahl auf einer Fehldeutung des fossilen Befundes beruht und hielt Ichthyostega für fünfzehig. Von den Extremitäten sind nur die Hinterfüße fossil überliefert; sie sind paddelförmig gebaut. Der Besitz der typischen Tetrapodenextremität macht Ichthyostega zu einem Amphibium; die genaue Lebensweise ist jedoch aufgrund besonderer Merkmale wie des auffällig starren Brustkorbs noch nicht geklärt. 

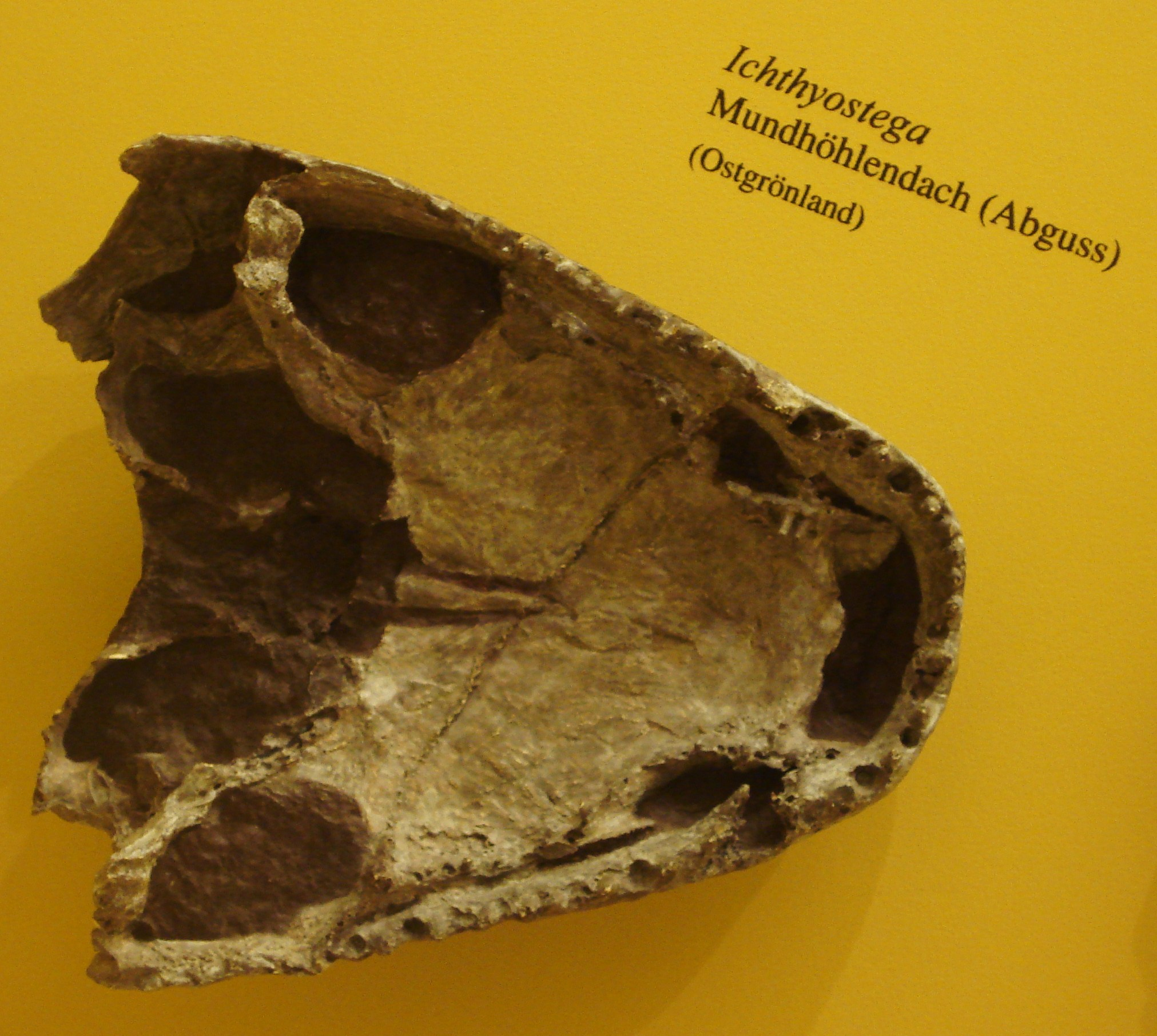
Unterseite des Schädels, Blick auf den Oberkiefer. Fossilreplik im Münchner Museum Mensch und Natur

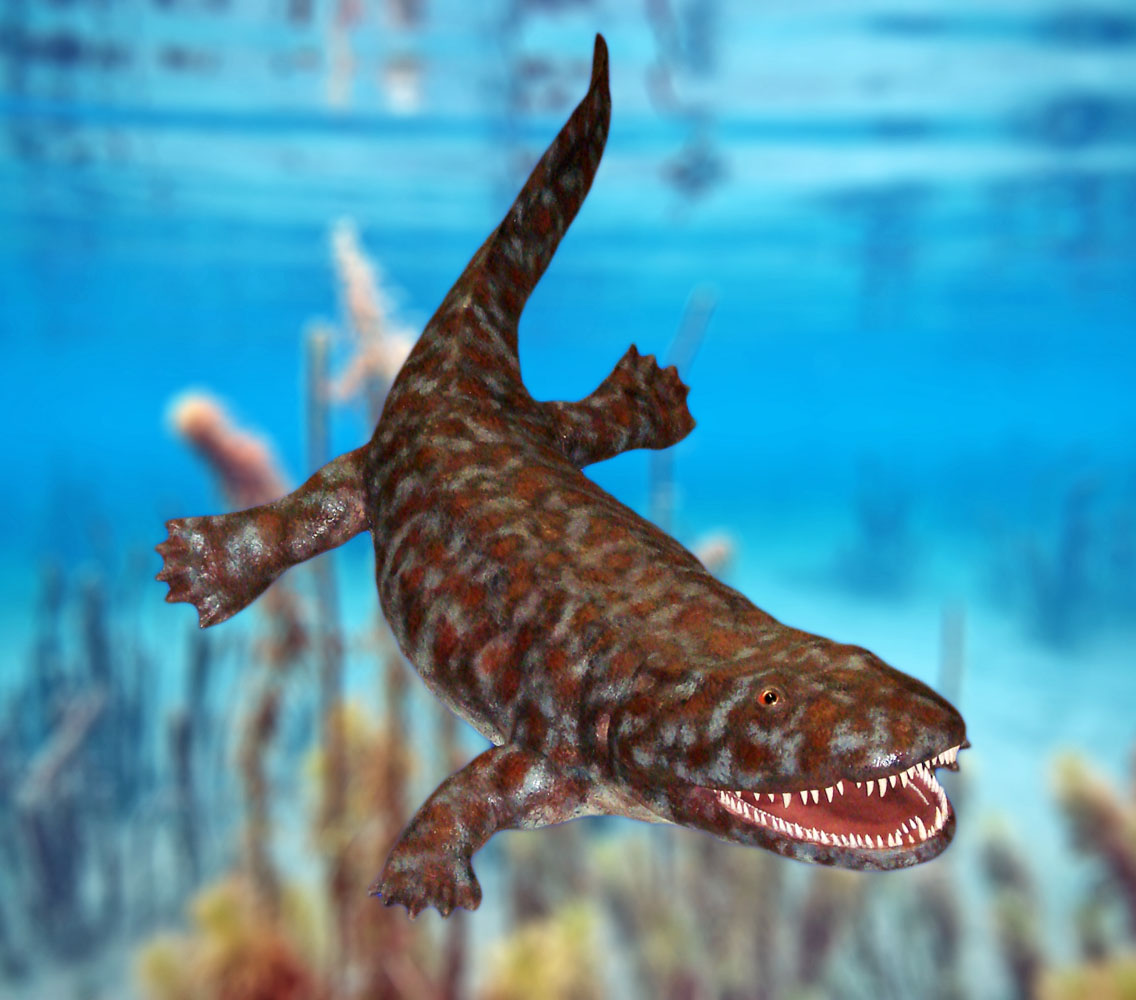
Lebensechtes Modell von Ichthyostega

Überreste von Ichthyostega wurden auf Grönland gefunden. Ihr Alter wurde auf ca. 370 Mio. Jahre datiert (Oberdevon). Ichthyostega gehört zu den ältesten bekannten Tetrapoden. Neben ihm sind mittlerweile weitere sehr urtümliche Tetrapoden entdeckt worden, wie z. B. Acanthostega. Dieser stellt eine noch primitivere Entwicklungsstufe der Tetrapoden dar; er lebte vermutlich wie ein Fisch ausschließlich im Wasser, und war durch seine Gliedmaßen – Flossen mit vielen strahlenförmigen kleinen Zehen – für ein Leben auf schlammigem Untergrund oder im bewachsenen Uferbereich bestens angepasst. Aufgrund seiner Merkmale, die sowohl Fisch- als auch Amphibienmerkmale umfassen, diente Ichthyostega auch als wichtiges Brückentier und damit als morphologischer Beweis der Evolutionstheorie.